# Chrysocercops leprosulae
Chrysocercops leprosulae là một loài bướm đêm thuộc họ Gracillariidae. Chúng sinh sống ở Malaysia (Pahang).
Sải cánh dài 4.9–6 mm.
Ấu trùng ăn Shorea leprosula. Chúng cuộn lá cây làm tổ.